# White Plains (Alabama, Calhoun megye)
White Plains önkormányzat nélküli statisztikai település az USA Alabama államában, Calhoun megyében. Lakosainak száma 877 fő (2020. április 1.).

## Népesség
A település népességének változása:
| Lakosok száma | 140  | 811  | 877  |
|               | 1880 | 2010 | 2020 |